# Florence (Dakota du Sud)
Pour les articles homonymes, voir Florence (homonymie).
Florence est une municipalité américaine située dans le comté de Codington, dans l'État du Dakota du Sud.
La localité doit son nom à la femme d'un ami d'un dirigeant du North Western Railroad.

## Démographie
| 1910 | 1920 | 1930 | 1940 | 1950 | 1960 |
| ---- | ---- | ---- | ---- | ---- | ---- |
| 270  | 290  | 298  | 254  | 226  | 216  |

| 1970 | 1980 | 1990 | 2000 | 2010 | - |
| ---- | ---- | ---- | ---- | ---- | - |
| 175  | 190  | 192  | 299  | 374  | - |

Selon le recensement de 2010, Florence compte 374 habitants. La municipalité s'étend sur 0,69 milles carrés (1,79 km2).